# Oldenlandia santubongensis
Oldenlandia santubongensis är en måreväxtart som beskrevs av William Wright Smith. Oldenlandia santubongensis ingår i släktet Oldenlandia och familjen måreväxter. Inga underarter finns listade i Catalogue of Life.